# 데비 (아소카의 아내)
마하라니 데비(전체 이름: 베디샤-마하데비 사키야쿠마리)는 스리랑카 연대기에 따르면 제3대 마우리아 황제 아소카의 첫 번째 부인이자 황후였다. 그녀는 또한 아소카의 첫 두 자녀, 즉 그의 아들 마헨드라와 딸 상가미트라의 어머니였으며 둘 다 불교를 다른 나라로 전파하는 데 중요한 역할을 했다. 그녀는 산치 대탑으로도 기억된다.

## 출신
스리랑카 연대기에 따르면 아소카의 첫 번째 아내는 아소카가 우자인의 부왕이었을 때 결혼한 베디샤기리(오늘날의 비디샤)의 상인 데비의 딸이었다. 마하보디밤사(스리랑카 문헌)는 그녀를 베디사 마하데비와 사키야니 또는 사키야쿠마리라고 부르며, 이에 따르면 그녀는 비두다바가 모국을 위협하는 것을 두려워하여 베디사 나가람으로 이주한 샤카족 계열 씨족의 후손이다.

## 결혼
데비와 아소카는 친밀하고 사랑스러운 관계를 공유했다. 그녀는 아소카와 결혼한 후 기원전 285년경에 태어난 소년 마헨드라와 약 3년 후에 태어난 소녀 상가밋타라는 첫 두 자녀를 낳았다. 그러나 데비는 아소카를 불교로 개종시키는 데 실패했으며 마침내 그가 파탈리푸트라로 소환되었을 때 그들의 자녀를 비디샤에 두고 갔다. 따라서 데비는 아소카를 파탈리푸트라의 주권자로 따르지 않았다. 왜냐하면 아소카의 정실 황후가 그녀가 아니라 아산디미트라였기 때문이다. 마우리아 제국의 황자가 상인의 딸을 배우자로 두는 것은 부적합했을 것이며, 아소카에게 더 적합한 아내는 그의 대부분의 치세 동안 그의 정실 황후였던 아산디미트라였을 것이다.
데비는 아마도 산치와 비디샤의 첫 번째 기념물인 베디샤기리의 마하비하라 건설을 주도한 것으로 묘사된다. 이것이 아소카가 그의 건축 활동을 위해 산치와 그 아름다운 동네를 선택한 이유를 설명한다. 베디샤는 또한 초기 문헌에서 중요한 불교 유적지로 등장한다.